# Брезово Поље (Брчко)
Брезово Поље је насељено мјесто у саставу дистрикта Брчко, БиХ.

## Становништво
| Националност       | 1991.          | 1981.        | 1971.          |
| Муслимани          | 1.158 (83,12%) | 931 (65,42%) | 1.150 (87,18%) |
| Срби               | 89 (6,38%)     | 114 (8,01%)  | 106 (8,03%)    |
| Југословени        | 96 (6,89%)     | 346 (24,31%) | 16 (1,21%)     |
| Хрвати             | 11 (0,78%)     | 9 (0,63%)    | 8 (0,60%)      |
| остали и непознато | 39 (2,79%)     | 23 (1,61%)   | 39 (2,95%)     |
| Укупно             | 1.393          | 1.423        | 1.319          |

## Историја

### Други свјетски рат
У срезу Брчком у селима општине Брезово Поље усташе су заједно са домаћим муслиманима и у сарадњи са хрватском војском, „ишли редом од куће до куће и палили их, а становнике који нису побегли убијали“.

## Знамените личности
- Марта Манојловић, српска схи-игуманија Манастира Тавне.[3]
- Владо Дијак, југословенски пјесник и текстописац